# Le Siège de l'âme

Le Siège de l’âme est un  film québécois de Olivier Asselin, réalisé en 1997. 

## Synopsis
Au début du XXe siècle, Jules et les membres de son équipe scientifique, cherchent le secret de l’immortalité. Ils découvrent un corps embaumé préservé dans une pyramide, avec un cœur qui bat, mais sans âme. Errant dans la nuit de la cité où il espère trouver l’âme, Jules fait la rencontre de Sophie qui semble détenir certaines clés du mystère.

## Fiche technique
- Réalisation : Olivier Asselin
- Production : Arlette Dion, Daniel Louis et Denise Robert
- Scénario : Olivier Asselin
- Photographie : Daniel Jobin
- Direction artistique : Stéphane Roy[Lequel ?]
- Montage : Richard Comeau
- Musique : François Dompierre

## Distribution
- Emmanuel Bilodeau : Jules
- Lucille Fluet : Sophie
- Rémy Girard: Le détective
- Ronald Houle : Le tailleur
- Luc Durand : Galvani
- Carl Béchard
- Rock Aubert
- Pierre Lebeau : Thomas Watt
- Alexis Martin
- Markita Boies
- René-Daniel Dubois
- René Richard Cyr
- Marie Michaud
- Jean-Marie Da Silva
- Guylaine Dupont-Hébert
- Claude Gai
- Josée Deschênes
- Monique Gosselin
- Sylvie Faille
- Francis Bergonzat
- Isabelle Ouellette
- Nicolas von Lenau
- Normand Lafleur
- Mireille Naggar
- Michel Payette
- Jean-Pierre Erard
- Marta Opresan
- Pierre Ébert
- Maxime St-Pierre
- Peter Gnass
- Henri-Paul Témélini
- Patrick Kirsch

## Distinctions

### Nominations
- 1997 : Prix Génie du Meilleur son  à Hans Peter Strobl, Daniel Bisson, Jocelyn Caron et Marcel Chouinard
- 1997 : Prix Génie du Meilleur montage sonore à Myriam Poirier, Mathieu Beaudin, Jérôme Décarie et Jacques Plante
- 1997 : Grand prix des Amériques au Festival des films du monde de Montréal à Olivier Asselin